# Isochlora herbacea
Isochlora herbacea är en fjärilsart som beskrevs av Alphéraky 1895. Isochlora herbacea ingår i släktet Isochlora och familjen nattflyn. Inga underarter finns listade i Catalogue of Life.